# 尹元老
尹元老（윤원로，15世纪？—1547年），本貫坡平尹氏，李氏朝鮮武官、政治人物，父親為尹之任。尹元衡、文定王后之兄。1545年與尹任派政爭失敗被流放，以後和弟弟尹元衡權力鬥争失敗，1547年被賜死。尹元衡，尹元老兄弟為尹任的親族。尹任的曾祖父尹士昀是尹元衡、尹元老兄弟的高祖父尹士昕之兄。